# Невицький замок
Не́вицький замок — напівзруйнований замок біля села Кам'яниця Ужгородського району Закарпатської області, пам'ятка архітектури національного значення (№ 194).
Замок уперше згадується на початку XIV ст. як опорна база місцевого феодального бунту проти королівської влади Карла Роберта Анжу. 
У XIV ст. замок переходить до володінь роду графів Другетів, які будують на місці дерев'яного замку кам'яний. 
У 1644 році під час релігійних воєн трансільванський князь Юрій I Ракоці зруйнував замок.
Протягом 2019 — 2021 рр. частково відреставрований: відновлено головну вежу та розчищено територію. Також були проведені археологічні розкопки.

## Історія
Історія Невицького замку починається приблизно у XII столітті. Його будівництво було пов'язане з активною проруською політикою угорських королів, зростанням ролі гірських перевалів і шляхів, які вели через Карпати на північ і схід до Галича та Києва. Тоді замок був земляним городищем невеликих розмірів, укріплення якого складалися з валів, ровів.
У березні 1241 року монголо-татари ввірвалися в Угорщину через Верецький перевал, зруйнували укріплення в Невицькому. В другій половині XIII століття його знову відновили. В 1279 році угорський король Ласло IV (1274—1290) передав усі володіння комітату Унг і його управління трансільванському воєводі Фінті з роду Обо. Після його смерті господарем Ужанщини і Невицького замку став його брат Омодей, який володів замком до 1311 року. В Угорському королівстві почалась епоха міжусобиць, боротьби магнатів за королівський престол. Омодей і його сини брали в ній активну участь. Невицьку фортецю, що була місцем перебування жупана та його помічників, укріплюють. Саме на межі XIII—XIV століть на місці круглої башти будується новий чотирикутний донжон, а біля нього колодязь для збору дощової води завглибшки 4,5 м.

План Невицького замку

На Ужанщині був спокій, поки жив старий Омодей — вірний прихильник Карла Роберта з династії Анжу, котрий у впертій боротьбі завоював угорський королівський престол (1301—1343). Але, коли в 1311 році повсталі кошицькі селяни вбили Омодея, Карл Роберт вирішив зламати владу роду Обо в північно-східній Угорщині. Проте замок у Невицькому й надалі залишився в руках Омодеїв. У 1317 році Ласло, син Омодея, знову повстав проти королівської влади, але зазнав поразки. Невицький замок штурмом взяли королівські війська.
Нова епоха в історії замку розпочинається в 1328 році, коли Карл Роберт передає його спочатку в тимчасове, а з 1333 року в постійне володіння роду Другетів. Дарчу грамоту Другетам у 1343 році підтверджує новий угорський король Людвік I Великий. З того часу і аж до моменту загибелі фортеці в середині XVII століття саме Другети володіли замком.
До середини XV століття Невицький замок тільки номінально вважався центром домінії — володінь Другетів на Ужанщині. Тут вони тримали лише власного каштеляна. Ситуація змінилася, коли 1440 року в Угорщині розпочалася громадянська війна, і Другети знов стали помітними фігурами в політичному житті країни. Постійні військові сутички, поширення вогнепальної зброї змушують Другетів частково перебудувати і значно укріпити Невицький, єдиний на Ужанщині, замок.
Перебудова була викликана суворою необхідністю, адже археологи знаходять в об'єктах середини XV століття величезні кам'яні гарматні ядра діаметром до 25 см. Поширення вогнепальної зброї вимагало додаткового зміцнення замкових стін, в першу чергу зі східної, найдоступнішої сторони, та побудови додаткової лінії укріплень. Для меншої вразливості від вогнепальної зброї зовнішня кам'яна стіна була зроблена нижчою. Додаткові ускладнення для наступаючого ворога створювала висунута на південь триповерхова вежа, що була з'єднана з центральним замковим двориком двоповерховою критою галереєю завдовжки 35 м. Бійниці південної башти та галереї контролювали дерев'яний міст, який був перекинутий через рів перед другою захисною лінією і вів у другий замковий дворик.

Загальний вигляд замку

Провідний вчений Інституту карпатознавства Ужгородського національного університету, професор, доктор історичних наук Едуард Балагурі говорить: «Археолого-архітектурні дослідження вказують, що десь на зламі XV—XVI століть замок набуває сучасного вигляду. Дослідженнями вдалося також установити, що зі східної сторони існувала і третя захисна лінія, яка складалася з валів та дерев'яно-глиняних конструкцій. Вали замикали трапецієподібний простір із двома напівкруглими бастіонами. Залишки цих валів добре простежуються і тепер. Між другою та третьою захисними лініями існував невеличкий посад (0,7 га), де проживало і працювало ремісниче населення, яке обслуговувало володарів замку (гончарі, ковалі тощо). В разі штурму замку населення ховалося за надійними замковими мурами. Звичайні підрахунки вказують, що кількість замкових захисників разом із населенням палісаду могла сягати понад півтисячі осіб… Але замок не був непохитною цитаделлю і часто переходив із рук в руки, особливо в кінці XVI — на початку XVII століття, коли між Другетами почалися родинні чвари. Відомо, що у 80-х роках XVI століття королівські війська, вибивши із замку Гашпара Другета, допомогли заволодіти ним Дьордю II Другету».
1879 року поруч із замком заклали сад Ваґнера (на честь угорського вченого — садовода Карла Ваґнера) та спорудили фонтан із природним тиском води.
В ніч на 11 березня 2019 року дах триповерхової вежі Донжон завалився від буревію. 
В 2018 році Невицький замок відвідувала перша леді Марина Порошенко, яка оглянула стан будівлі і розповіла пресі про перспективи її реставрації. 
У 2019—2021 рр. у Невицькому замку проводилися невідкладні реставраційні роботи. 

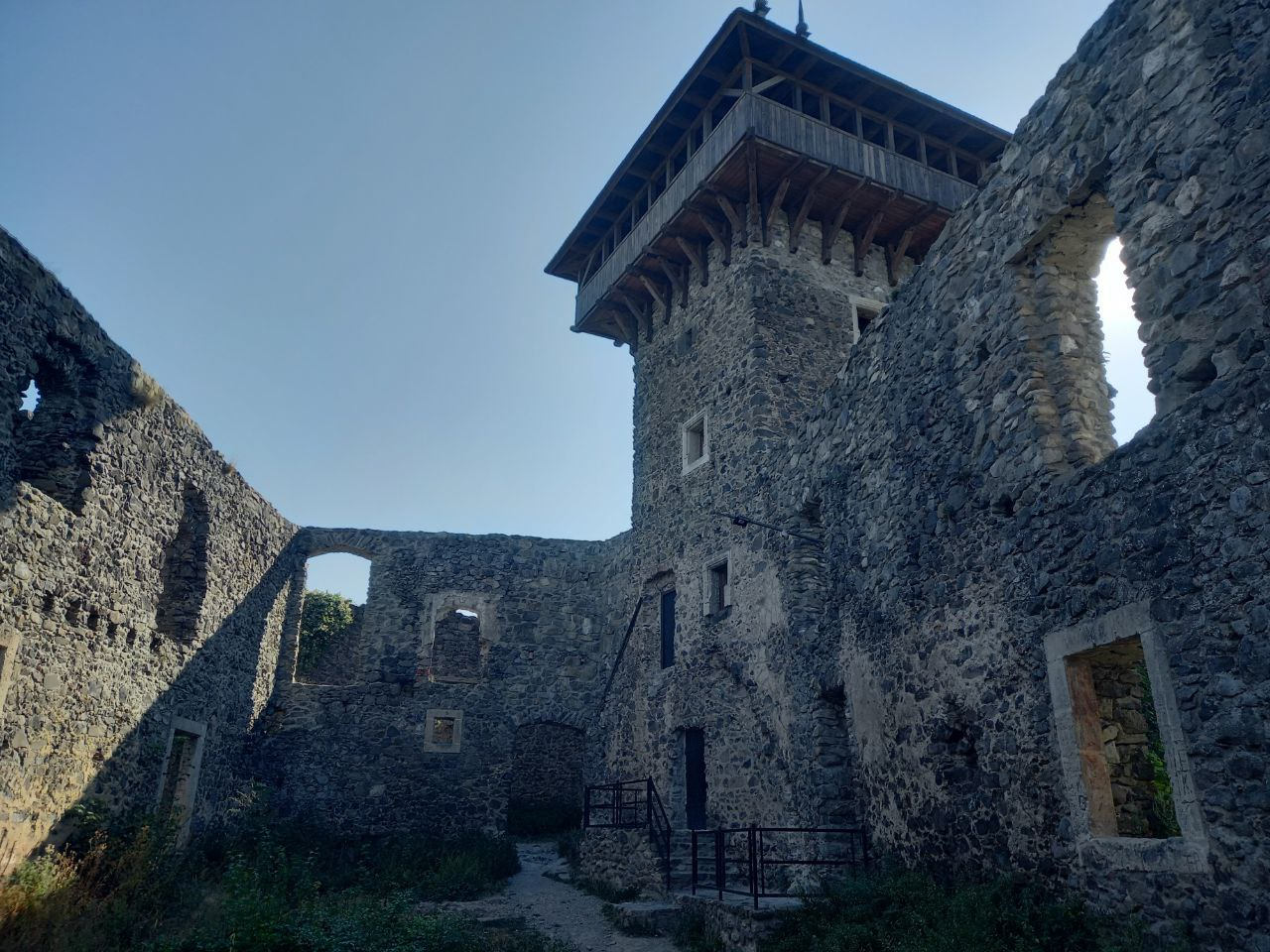
Внутрішній двір замку (2024 р.)

Галерея
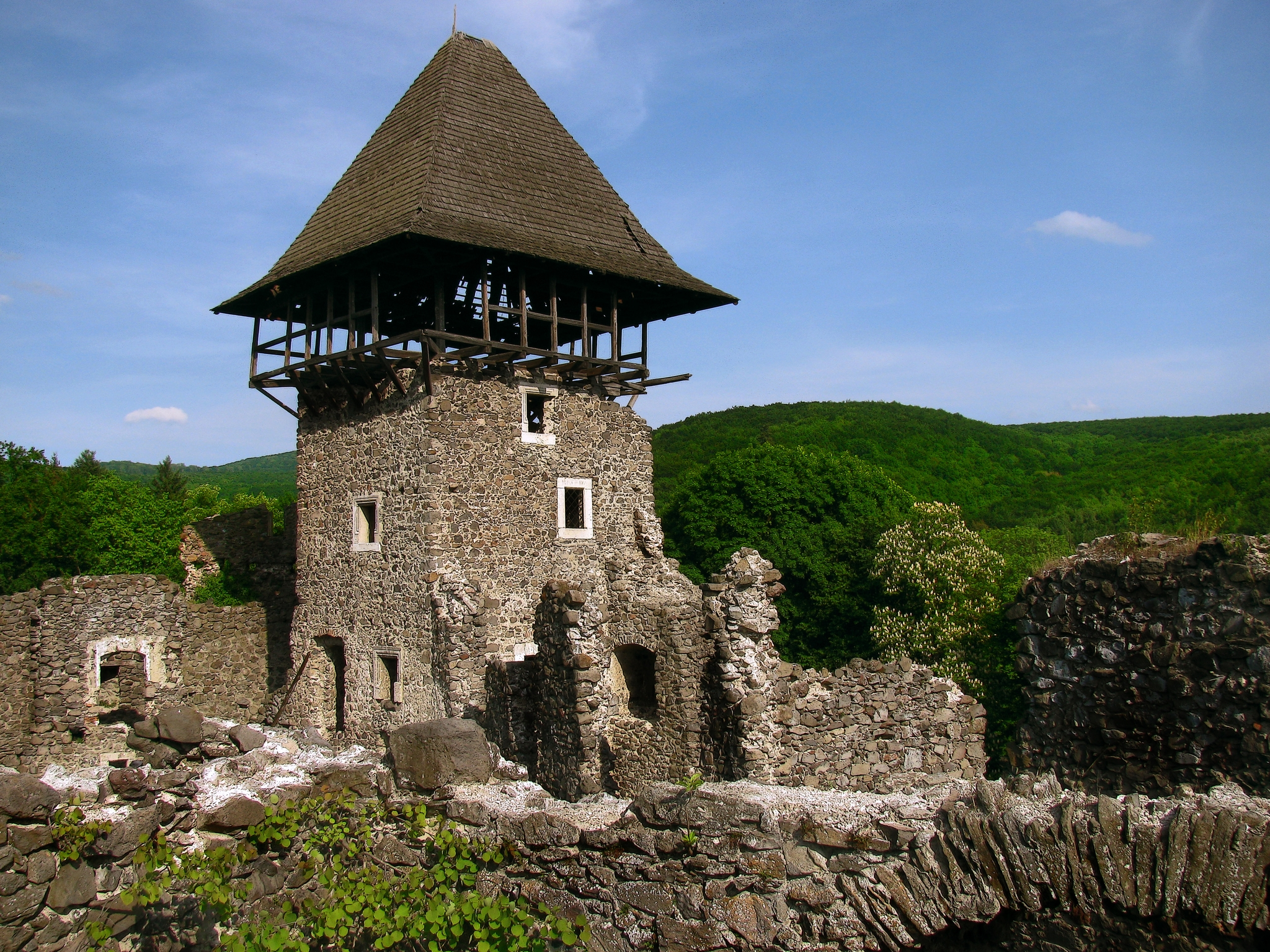
Вежа-донжон (2009 рік)
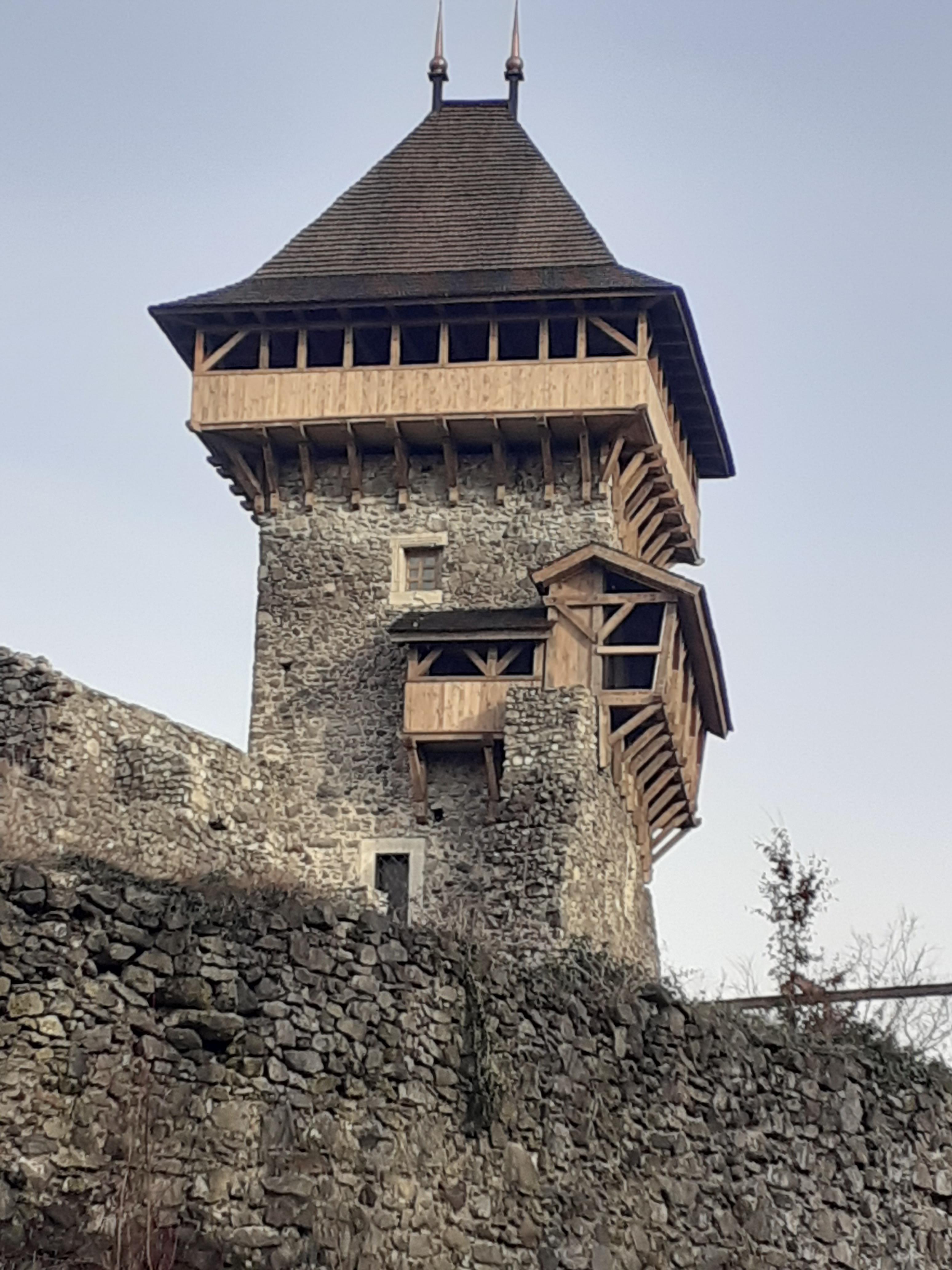
Вежа після реставрації (2021 рік)
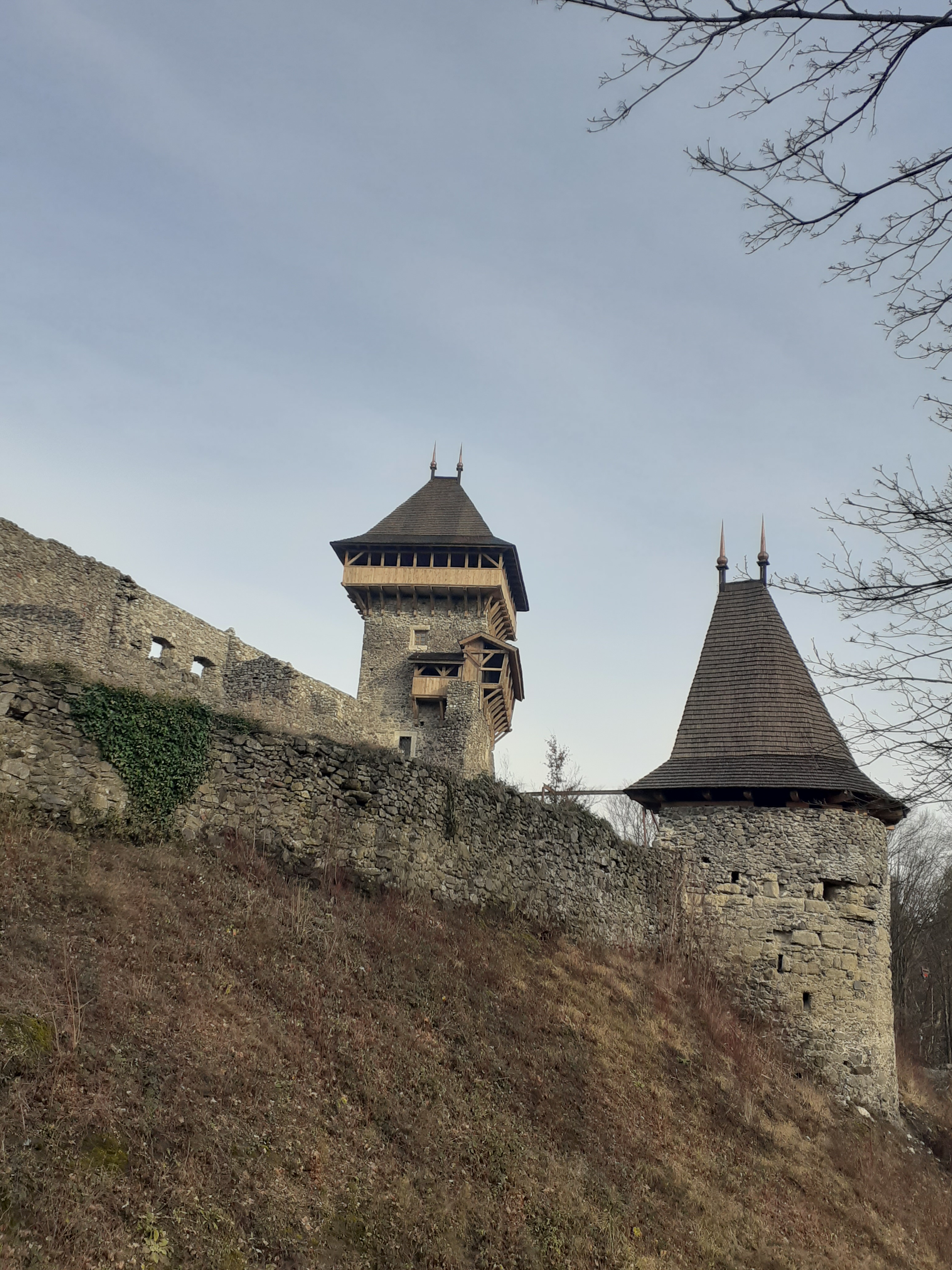
Мури після реставраційних робіт
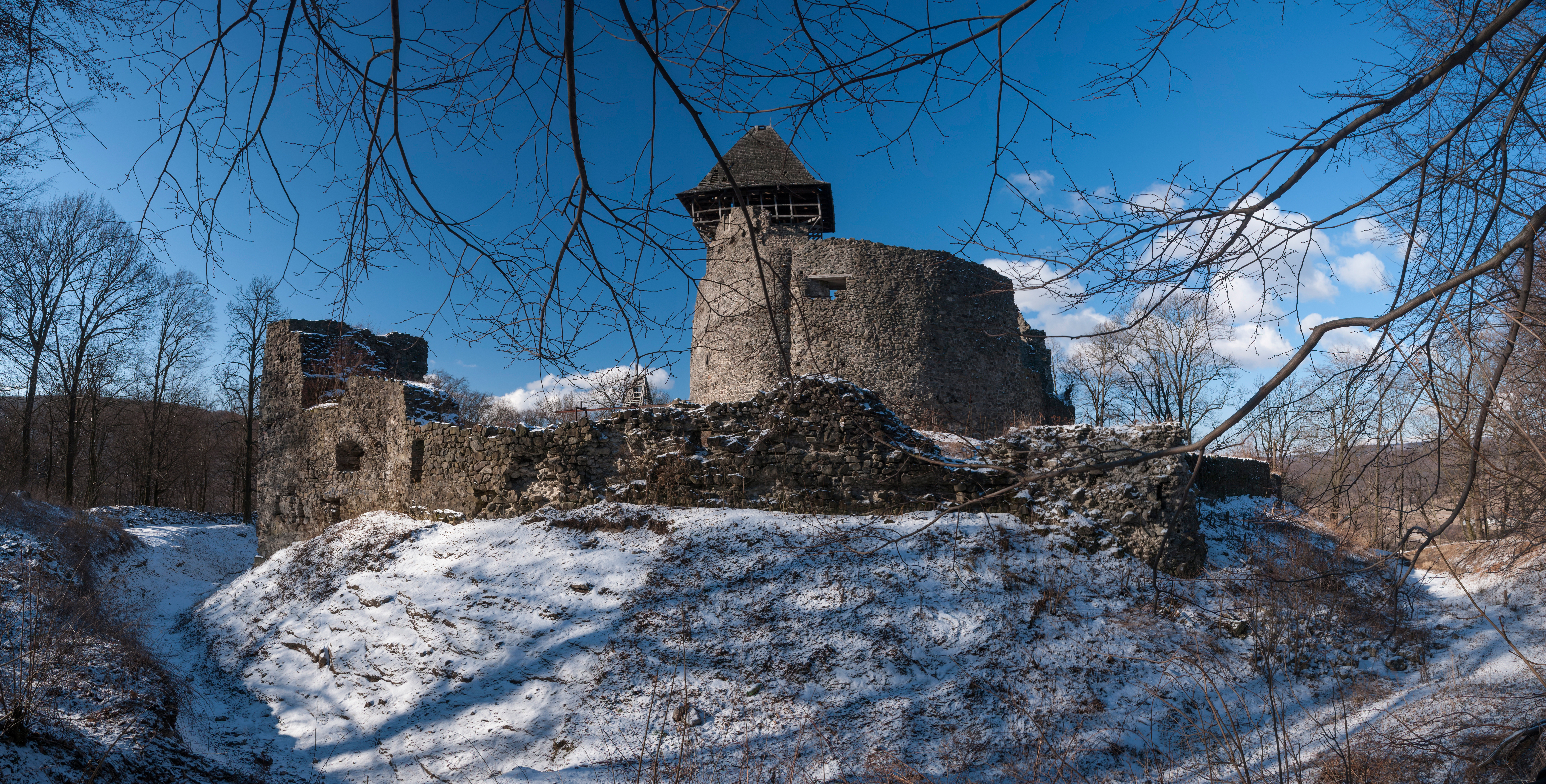
Панорамний вигляд
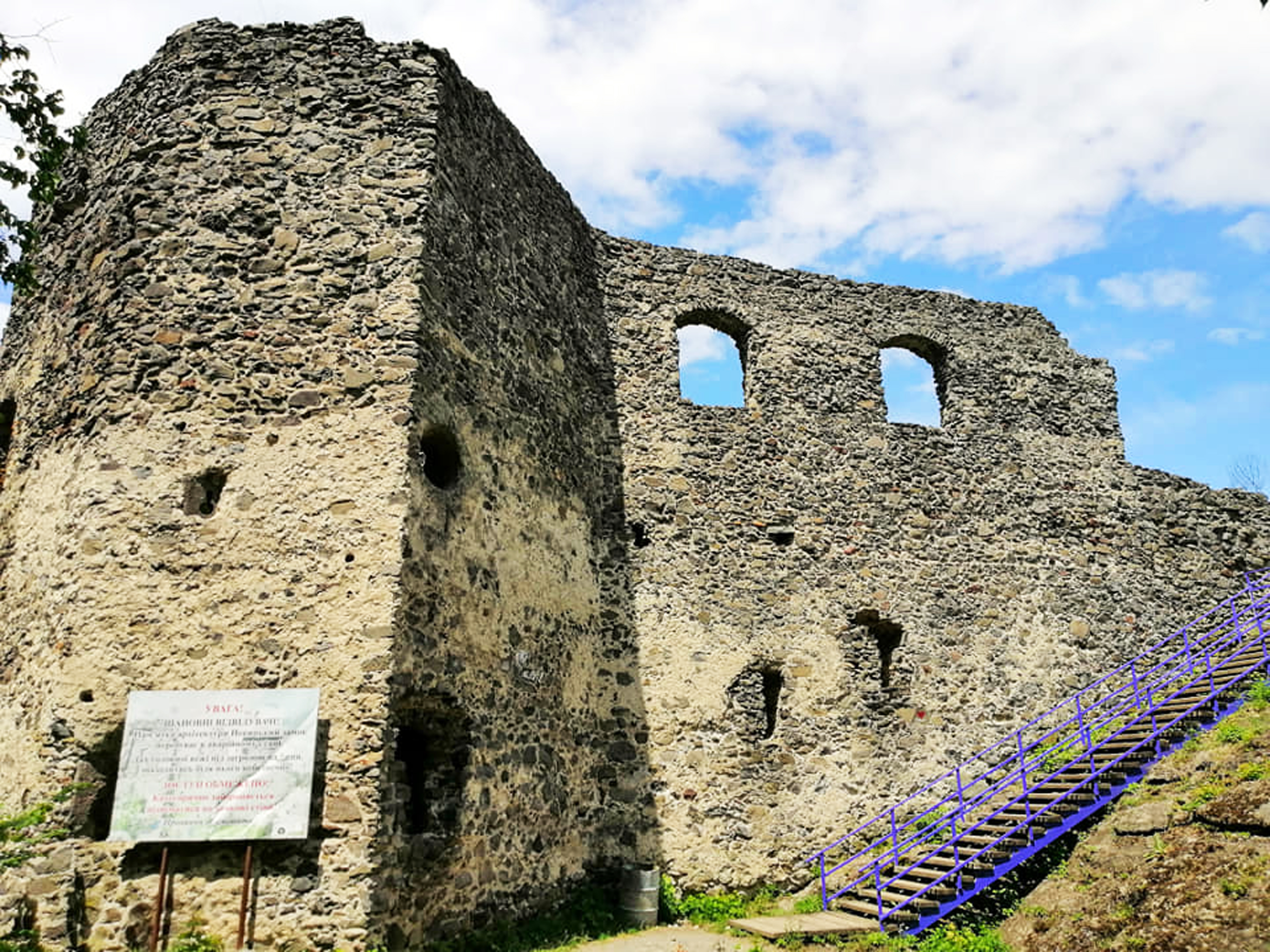
Частина муру
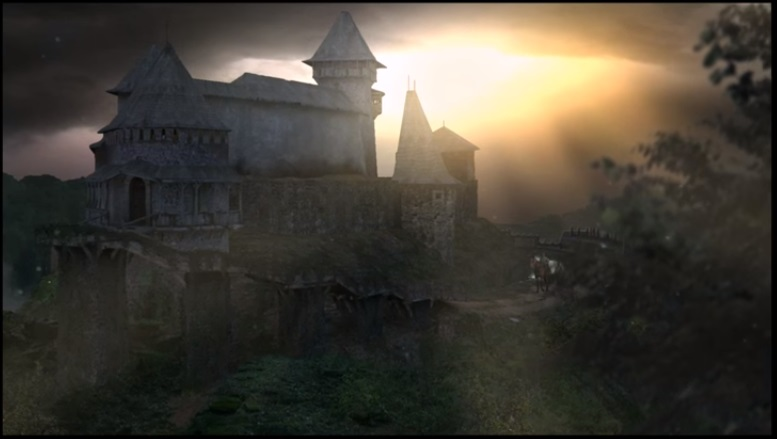
3D-реконструкція Невицького замку

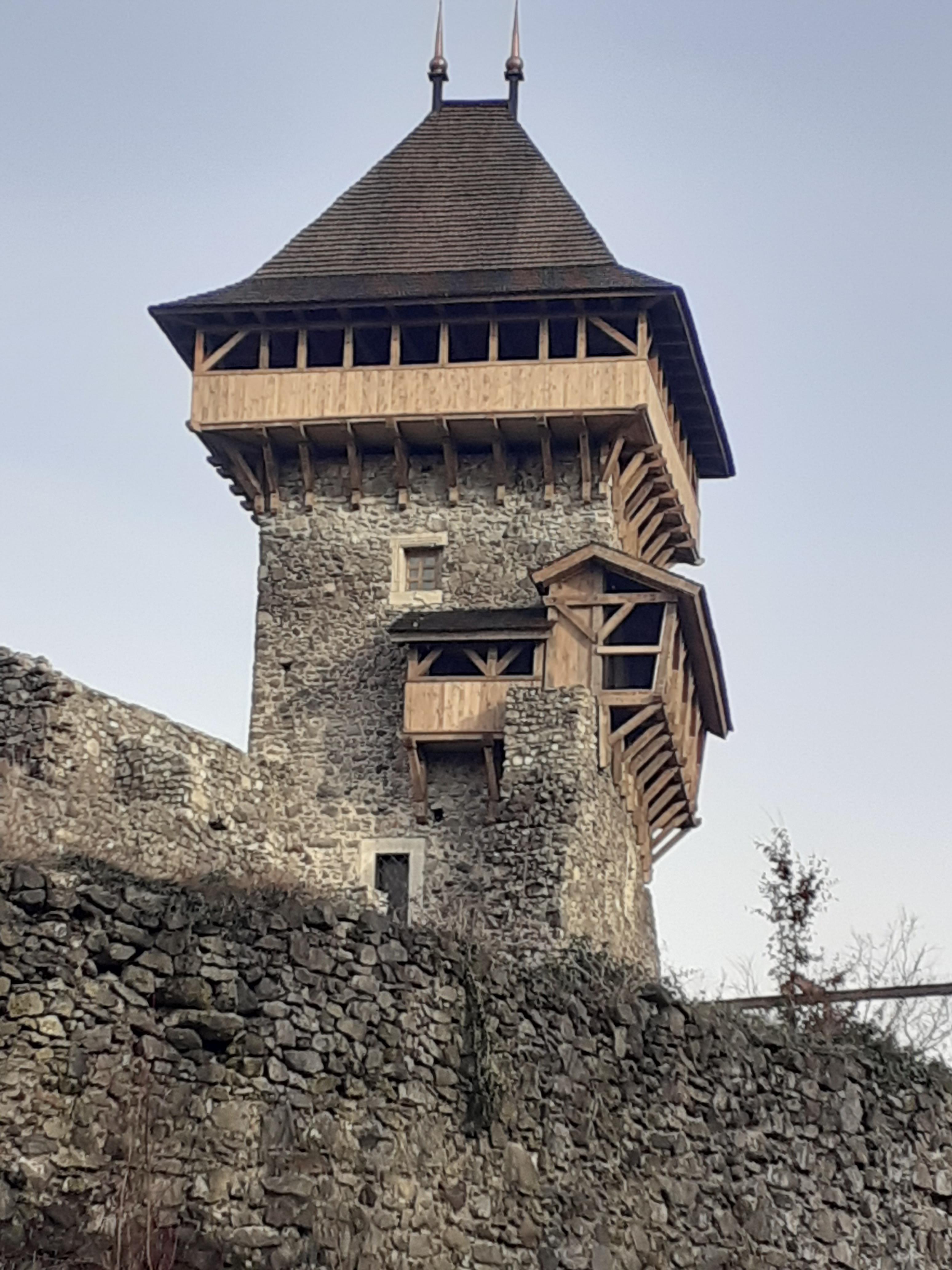
Гори с.Кам'яниця Ужгородьского району Вид на гори з Невицького замку Ужгородского району на зоході сонцяВид з Невицького замку
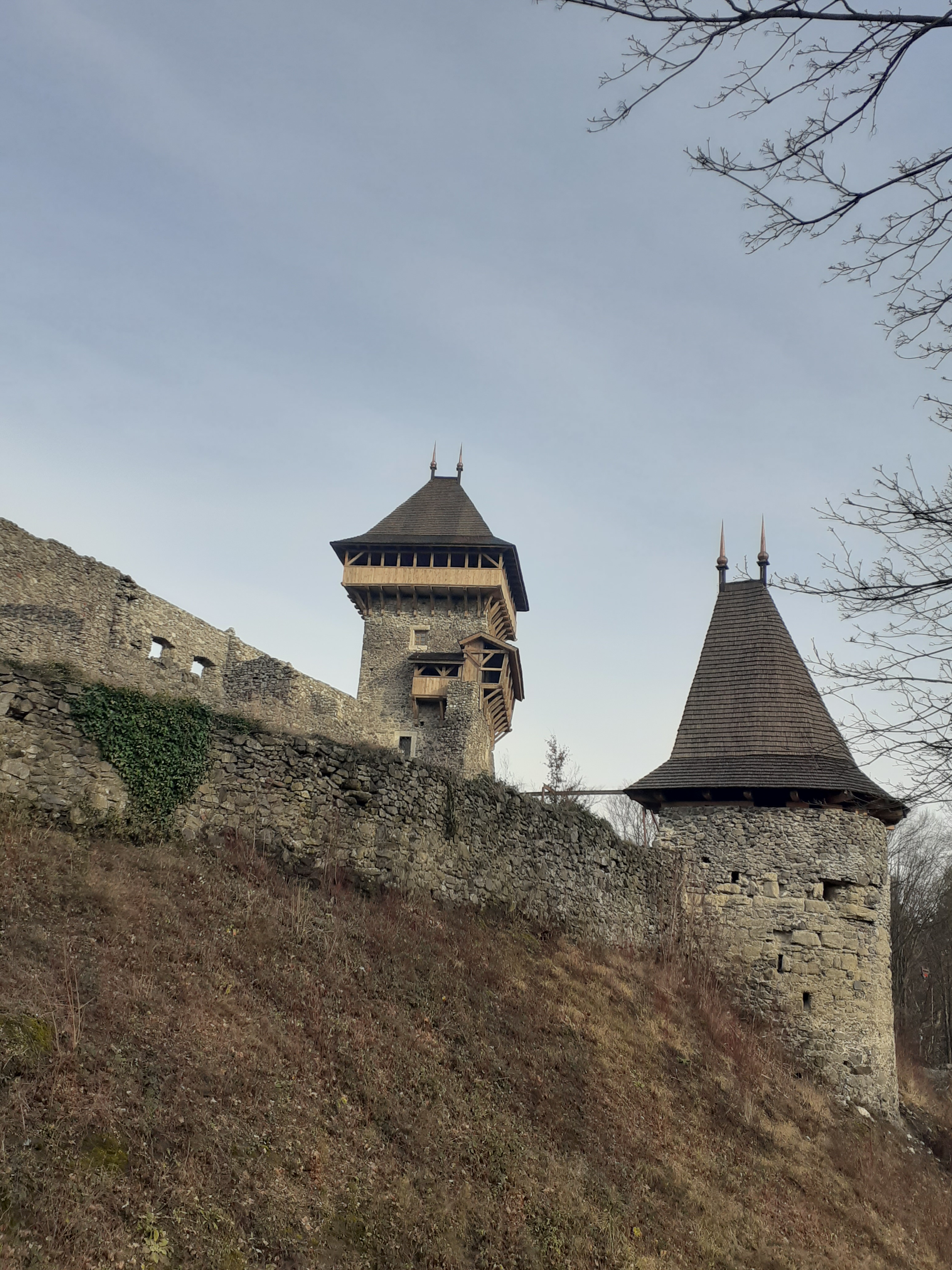
Мури після реставраційних робіт

## Жуль Верн і Невицький замок
Інформаційний плакат стверджує, що саме ця загадкова місцевість надихнула Жуля Верна на написання фантастичного роману жахів «Замок у Карпатах» (1889). Версія потребує перевірки, адже згідно того ж тексту плакату, письменник відвідав замок у 1892 році. Останнє малоймовірно, адже в 1886 році племінник письменника Гастон, який страждав на параною, стріляв письменнику в ногу, після чого той не міг ходити до кінця свого життя.